# Michaelis-Quartett
Das Michaelis-Quartett war ein Streichquartett, das von 1912 bis 1944 konzertierte.
1912 gründete die Geigerin Melanie Michaelis in München ein Streichquartett. Es bestand neben ihr als Primaria aus Toni Bloch (2. Violine), Emmy Vögeli (Viola) und Margarethe Quidde (Violoncello). Bei einem der ersten Kammermusikabende des Quartetts in München spielte das Ensemble gemeinsam mit dem Pianisten Hermann Zilcher Ludwig van Beethovens Klaviertrio B-Dur (op. 97), das Klavierquintett f-Moll (op. 34) von Johannes Brahms sowie ein Klavierquartett von Iwan Knorr. 
Später änderte sich die Besetzung mit Helli von Glenck (2. Violine), Gunta Stollwerck (Viola) und Hildegard von Glenck (Violoncello).